# Luigi Masetti
Luigi Masetti (Trecenta, 18 dicembre 1864 – 22 maggio 1940) è stato un ciclista e scrittore italiano.
Velocipedista, fu un pioniere del cicloturismo, autore di grandi imprese di viaggio e di reportage. Per le sue simpatie ideali, fu chiamato l'«anarchico delle due ruote», secondo la definizione di Eugenio Torelli Viollier, direttore e fondatore del Corriere della Sera.
Appena dopo i successi di fine Ottocento, di lui si persero completamente tracce: la mancanza di notizie, già dai primissimi anni del secolo, lascia spazio unicamente alle ipotesi su quale possa essere stata la sua sorte.

## Biografia
Dall'originaria Trecenta nel Polesine si spostò ventenne emigrando a Milano. A Trecenta entrò in contatto con Nicola Badaloni, medico condotto nel Polesine, mazziniano e socialista moderato, delle cui idee libertarie ed egualitarie Masetti subì il fascino, manifestando poi sentimenti anarchici. In Svizzera durante una vacanza lavorativa scopre la bicicletta.
Il suo primo viaggio su due ruote lo compì nel 1892: con una bicicletta faticosamente acquistata, partì da Milano e percorse 3500 km lungo un tragitto europeo.

### Spedizione ciclistica Milano - Chicago

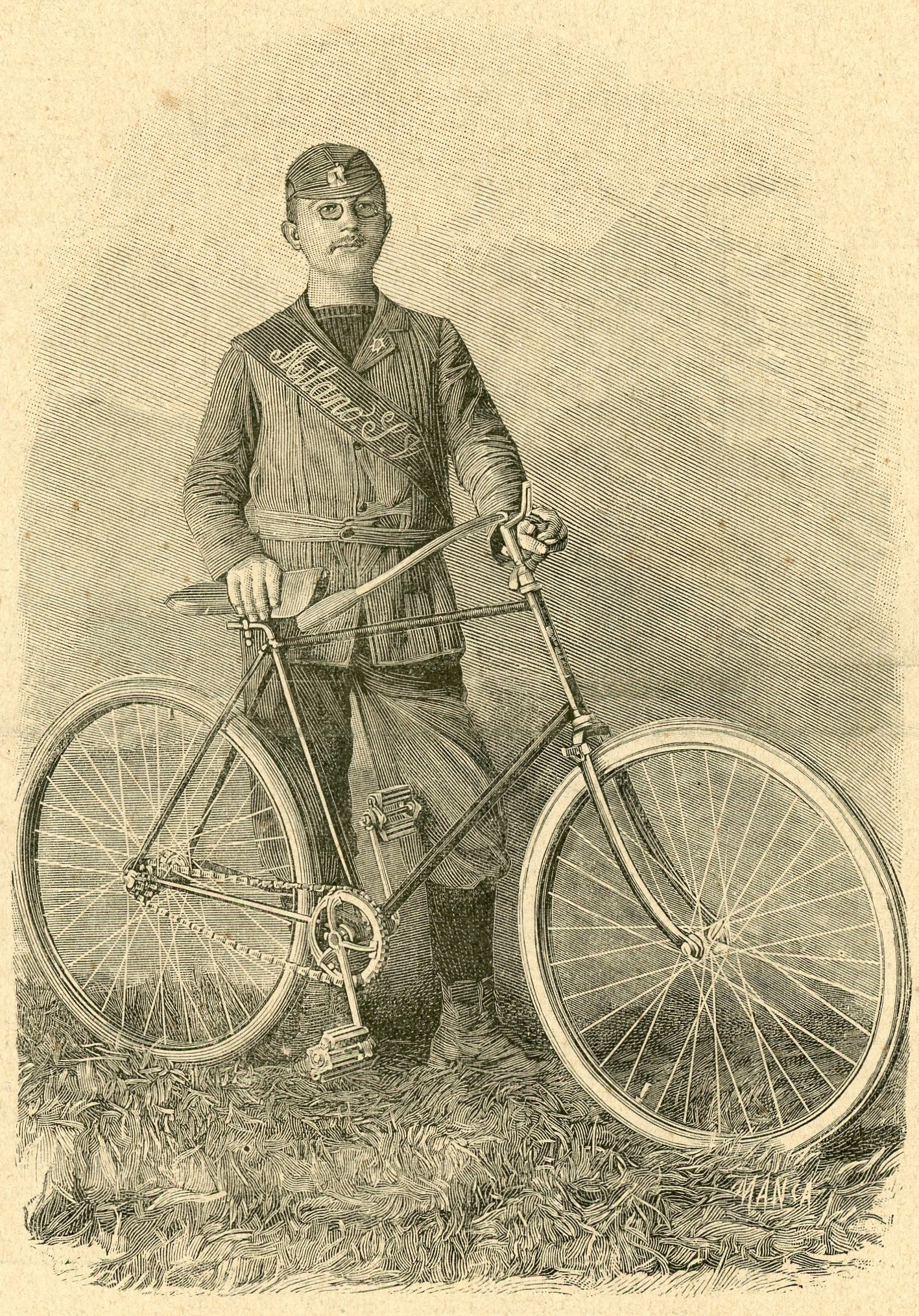
Il velocipedista Luigi Masetti che andò da Milano a Chicago in bicicletta (xilografia).

Nel 1893 il Corriere della Sera accettò la proposta di sponsorizzare un viaggio transoceanico in bicicletta, da Milano alla World Columbian Exposition, la Grande esposizione universale che si teneva a Chicago, in quello che il Corriere definì il "viaggissimo": un lungo un percorso di circa 7.000 km che lo portò negli Stati Uniti attraverso Svizzera, Germania, Francia e Inghilterra. Secondo gli accordi raggiunti con Viollier, Masetti inviò regolarmente al suo sponsor le lettere contenenti il reportage del suo viaggio, che furono pubblicate sul giornale nell'edizione del lunedì.
Partito a metà luglio 1893, Masetti giunse a Chicago dopo due mesi di viaggio: al termine della sua impresa fu ricevuto dal Presidente degli Stati Uniti.

### Spedizione dall'Alpi alle piramidi
Risale al 1897 un'altra sua impresa, lungo un itinerario che intendeva ripercorrere la campagna d'Egitto di Napoleone: partendo da Milano, giunse in territorio egiziano fino alla piramide di Cheope, per ritornare alla base di partenza dopo aver percorso in viaggio il Medio Oriente.

### Altri viaggi
Un'altra sua impresa, di circa 5.000 chilometri, lo portò in bicicletta attraverso l'Italia, fino in Grecia, per poi raggiungere l'Austria attraverso i Balcani. Da lì si diresse al Monte Bianco, da cui ripartì verso la Foresta Nera.
Il 1º maggio 1900 partì per un lunghissimo viaggio di 18.000 km: il 18 maggio raggiunse Ceuta, in Marocco; dall'Africa si diresse in Norvegia, spingendosi fino a capo Nord, dove giunse il 14 agosto 1900. Proseguì per la Russia, dove incontrò Tolstoj fino ad attraversare la Turchia fino a Costantinopoli.

### Uscita di scena
Nel 1901, pochi mesi dopo l'ultima impresa, la rivista del Touring Club Italiano gli dedicò un entusiastico ritratto, per la penna di Ottone Brentari.
Subito dopo, però la sua parabola si avviò al termine: la celebrità di Masetti, l'«anarchico delle due ruote», si eclissò nei primissimi anni del Novecento e di lui si persero le tracce. Muore all'età di 75 anni il 22 maggio 1940 e i suoi resti mortali riposano nel cimitero Maggiore di Milano (la tomba è visibile al reparto 26 zoccolaura, numero manufatto 0487).